# Alfred Thompson Bricher
Alfred Thompson Bricher, né le 10 avril 1837 à Portsmouth dans le New Hampshire et mort le 30 septembre 1908 à New York, est un peintre paysagiste américain.

## Biographie
Bricher grandit à Newburyport dans le Massachusetts où ses parents se sont établis en 1840. Sa scolarité achevée, il s'installe à Boston en 1851 où il devient commis dans un commerce de détail tout en étudiant la peinture, en grande partie de façon autodidacte bien qu'il se soit également formé au Lowell Institute (en). En 1858, il commence sa carrière et lors d'un voyage à l'Île des Monts Déserts dans le Maine, rencontre les peintres William Stanley Haseltine et Charles Temple Dix qui auront un fort impact sur son futur style.
L'année suivante, Bricher abandonne son studio de Newburyport pour en ouvrir un nouveau à Boston. Ses toiles commencent à apparaître dans de grandes expositions, notamment à la galerie du Boston Athenæum. Durant les années 1860, il travaille en étroite collaboration avec la firme L. Prang & Company, spécialisée dans la chromolithographie, qui produit de nombreuses gravures à partir de ses tableaux. En 1868, il se marie et déménage son studio à New York. Il passe cependant principalement son temps à voyager, en particulier sur les côtes de la Nouvelle-Angleterre. Il réalise aussi des illustrations pour The New Monthly Magazine (en). Il reçoit alors des critiques favorables et connaît un succès commercial considérable.
En 1879, Bricher est élu à l'Académie américaine de design en tant que membre associé. Amoureux de la mer, il achète, dans les années 1890, une maison à New Dorp Beach (en) au sud de Staten Island. Il peint jusqu'à sa mort mais, devenu un des derniers représentants de l'Hudson River School, son style est démodé par l'essor de nouveaux courants de l'Art moderne et ses œuvres tombent dans un relatif oubli. Redécouvert dans les années 1980, il est aujourd'hui considéré comme l'un des meilleurs peintre de marine de la fin du XIXe siècle.

## Œuvres

### Musées détenant ses œuvres
Les œuvres de Bricher font partie des collections permanentes de nombreux musées :
- San Francisco De Young Museum
- Musée d'art de Dallas
- Musée d'art de Denver
- Musée d'art de Saint-Louis
- Bruce Museum of Arts and Science (en), Greenwich
- Wadsworth Atheneum, Hartford
- Metropolitan Museum of Art, New York
- Staten Island Institute of Arts & Sciences, New York
- Haggin Museum (en), Stockton
- Museum of Fine Arts, St. Petersburg
- Smithsonian American Art Museum, Washington
- Minnesota Marine Art Museum (en), Winona
- Georgia Museum of Art (en), Athens
- High Museum of Art, Atlanta
- Walters Art Museum, Baltimore
- Crystal Bridges Museum of American Art, Bentonville
- Musée Thyssen-Bornemisza, Madrid

### Galerie

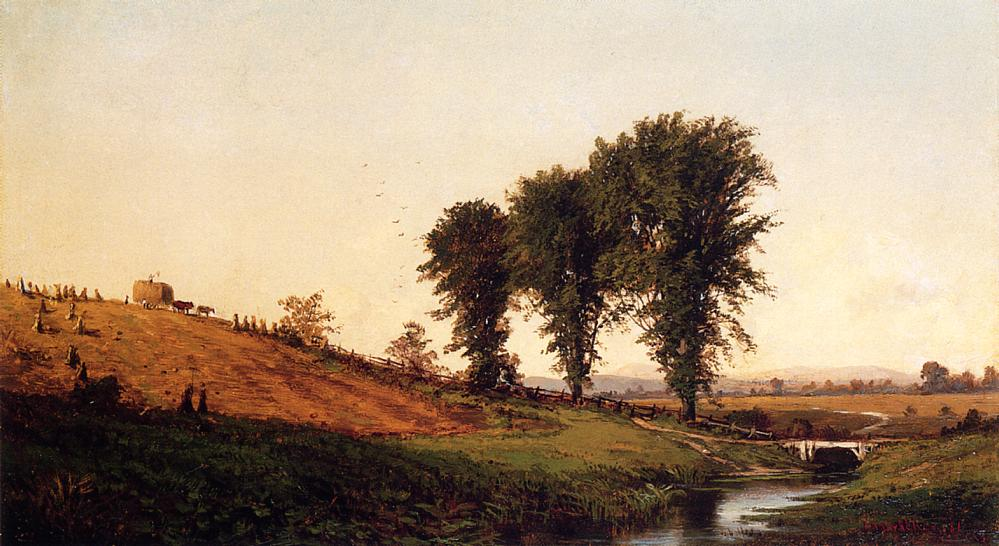
Haying (1861)
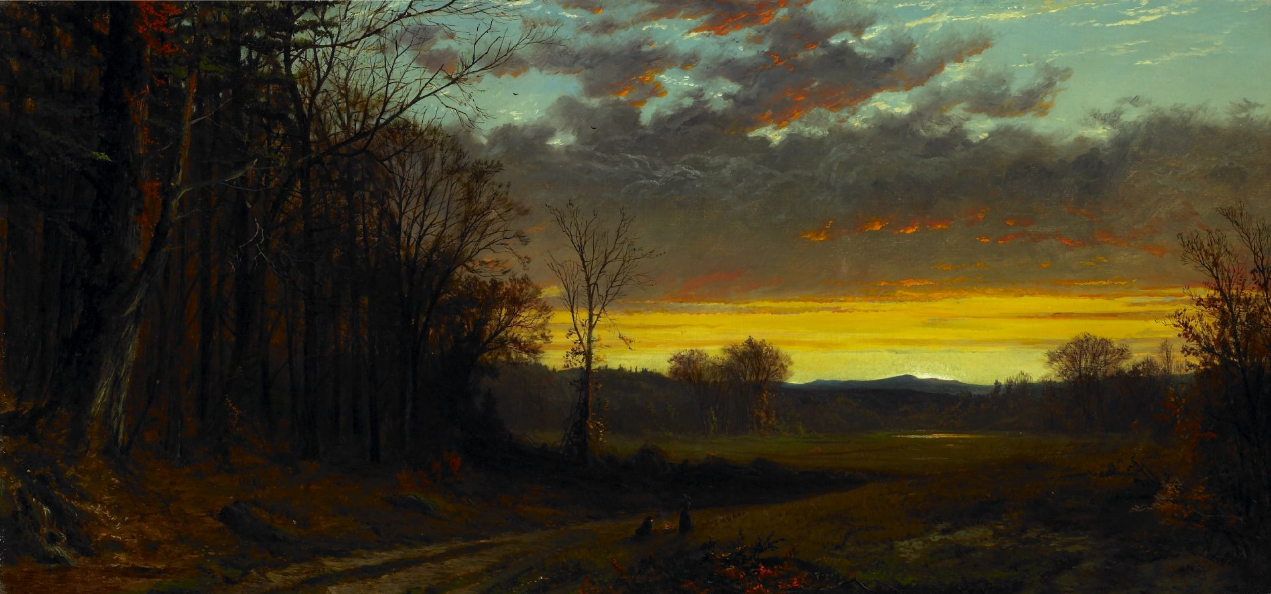
Twilight in the Wilderness (1865)
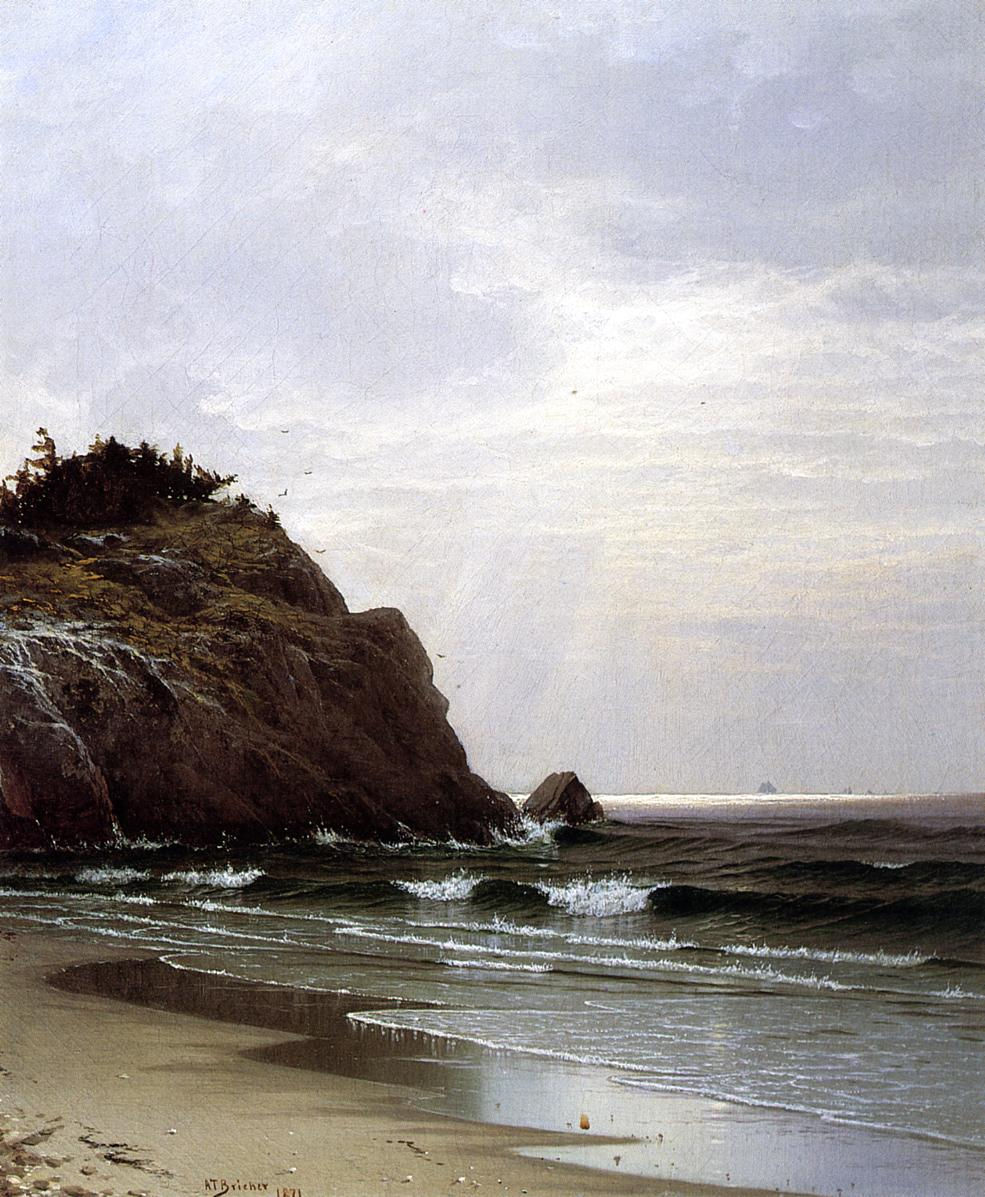
A Cloudy Day (1871)
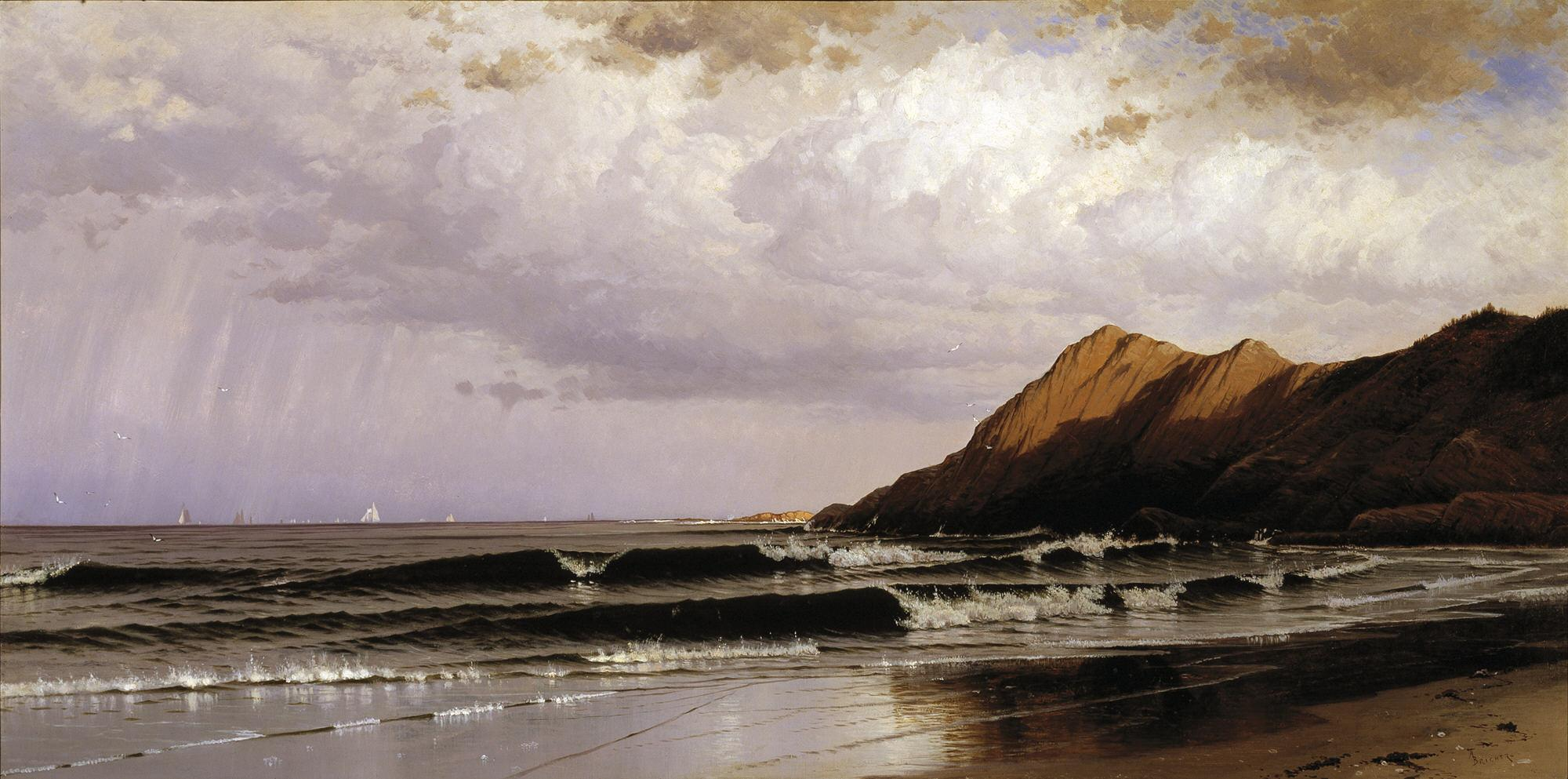
Time and Tide (v. 1873)
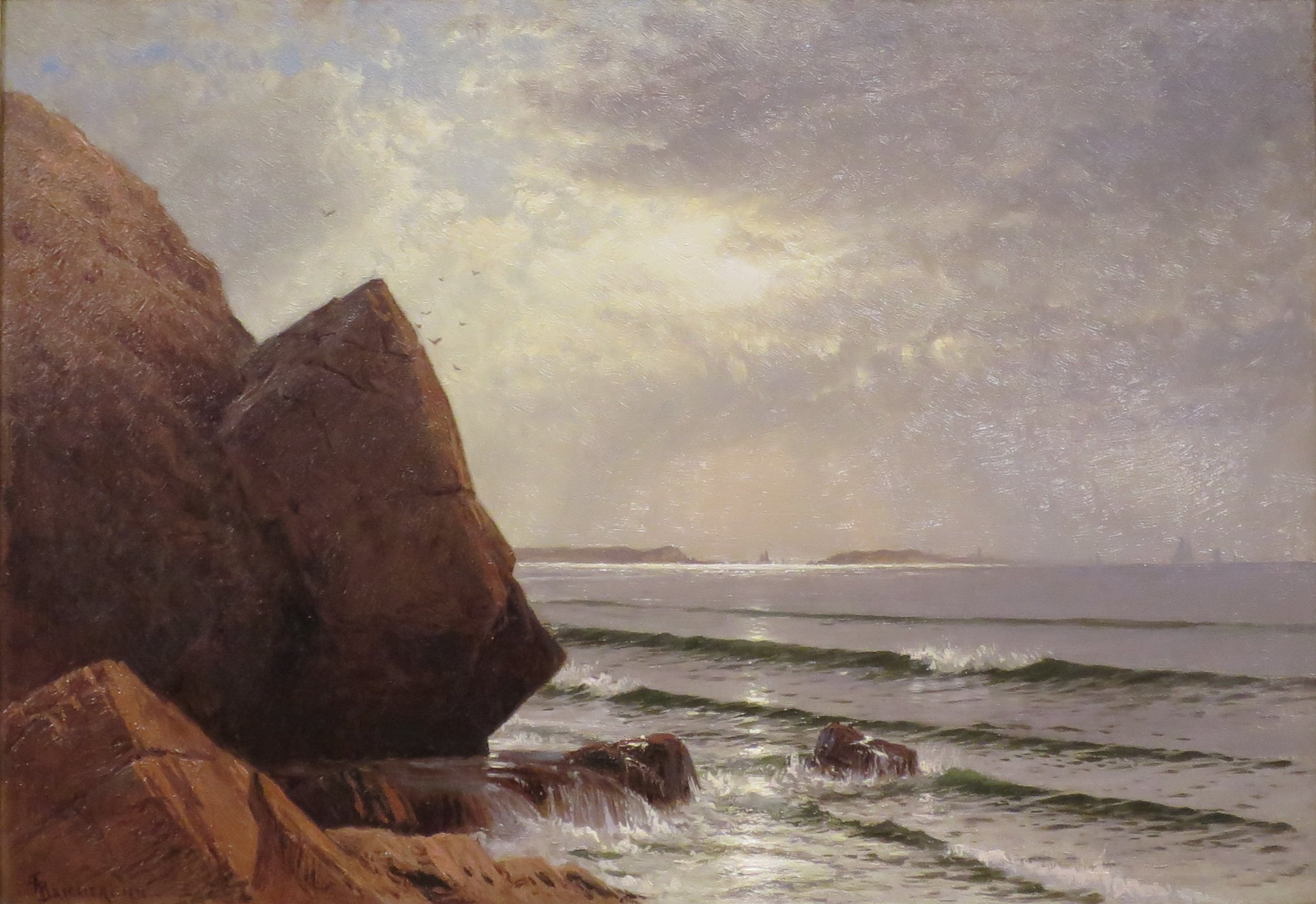
Morning, Cape Ann (1875)
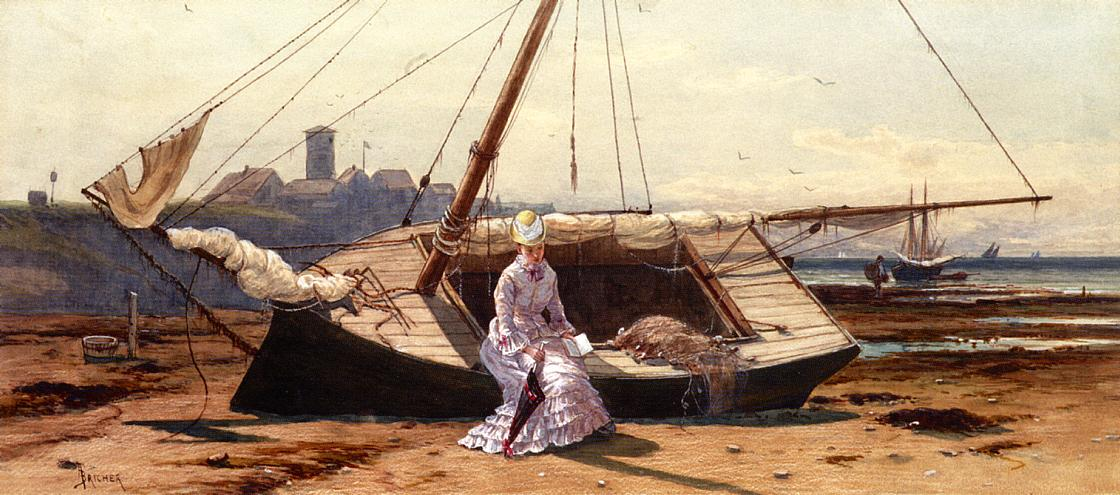
A Pensive Moment (entre 1875 et 1880)
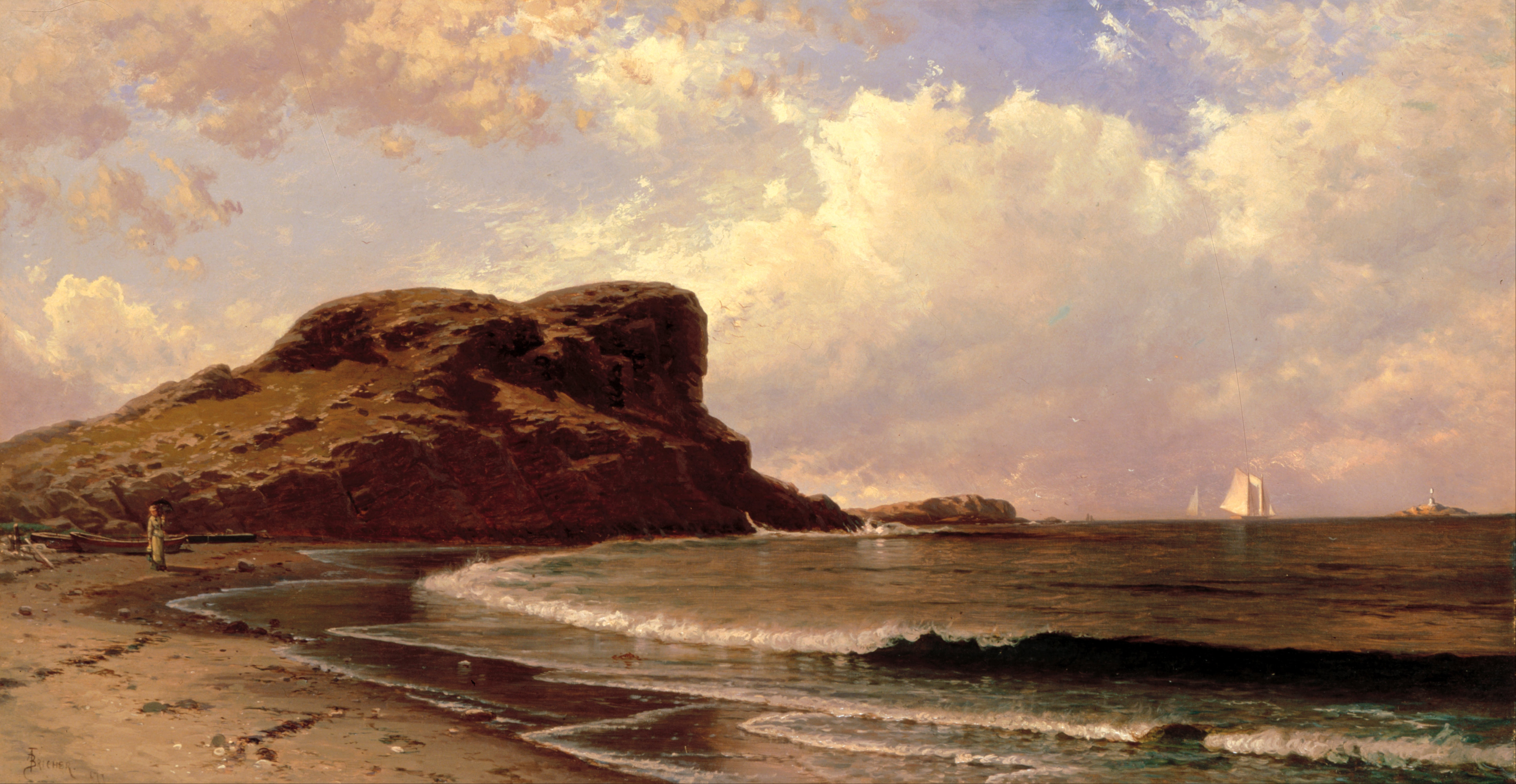
Castle Rock, Nahant, Massachusetts (1877)
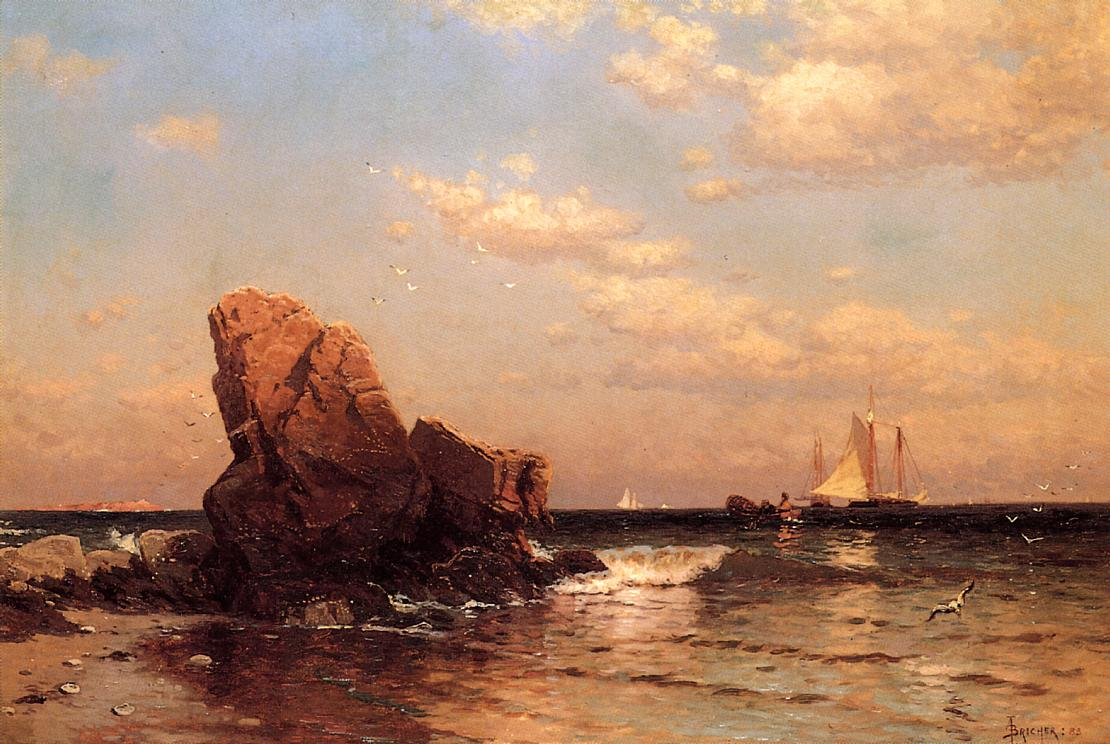
By the Shore (1883)
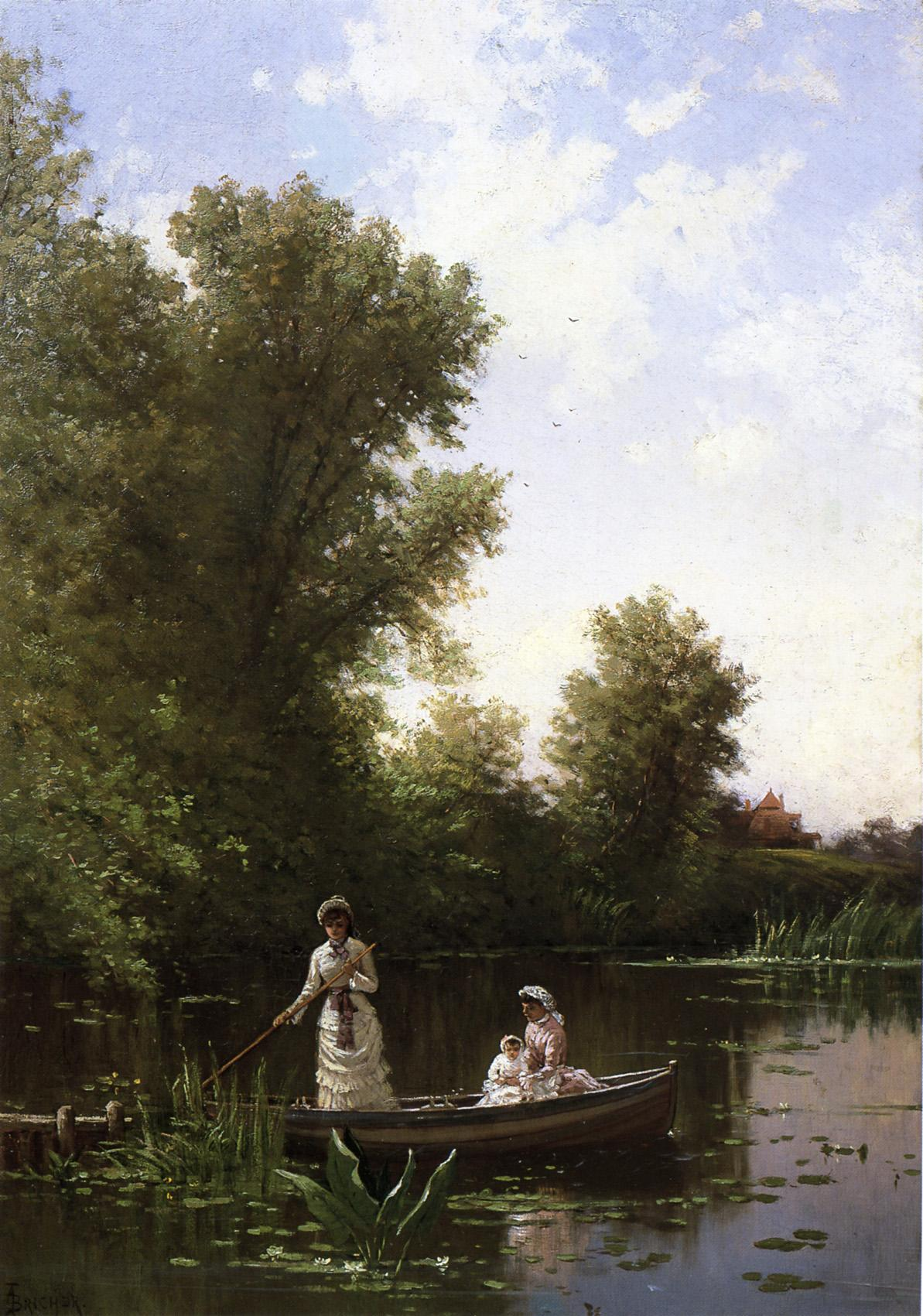
Boating in the afternoon (v. 1886)
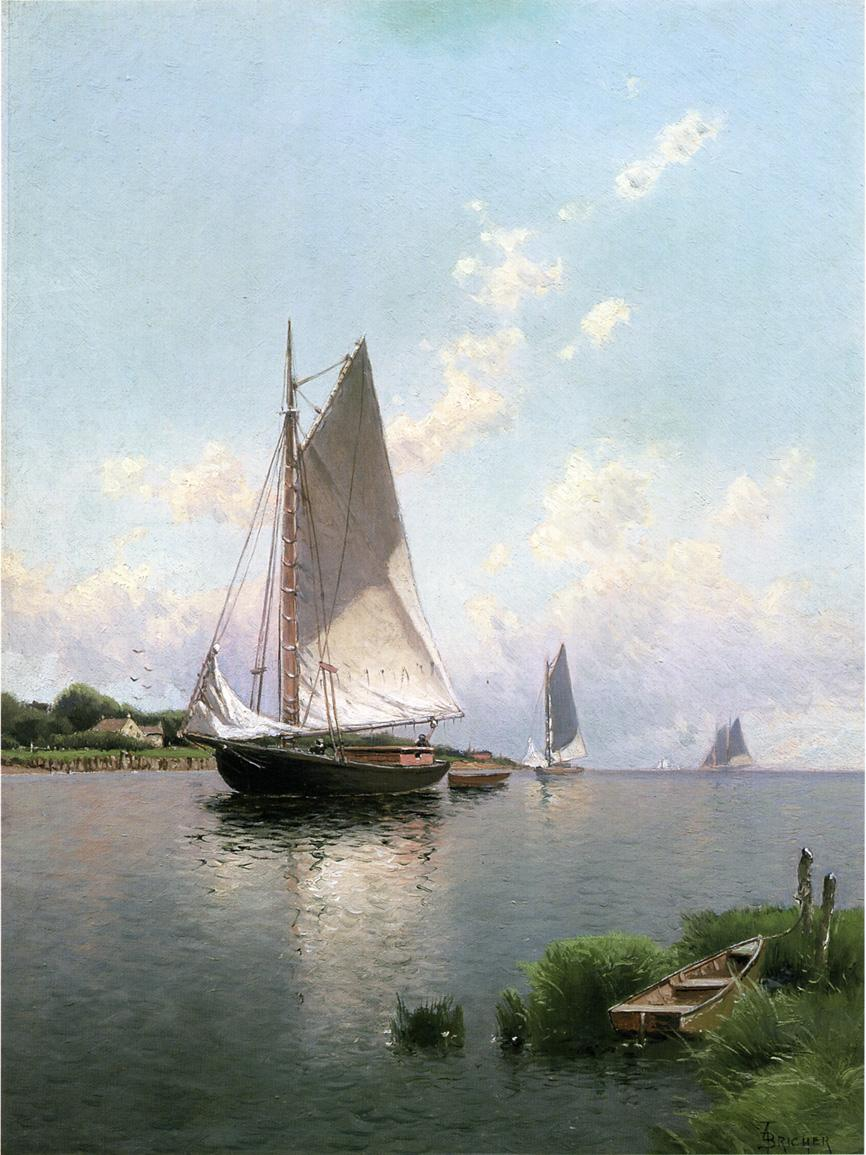
Blue Point, Long Island (1888)
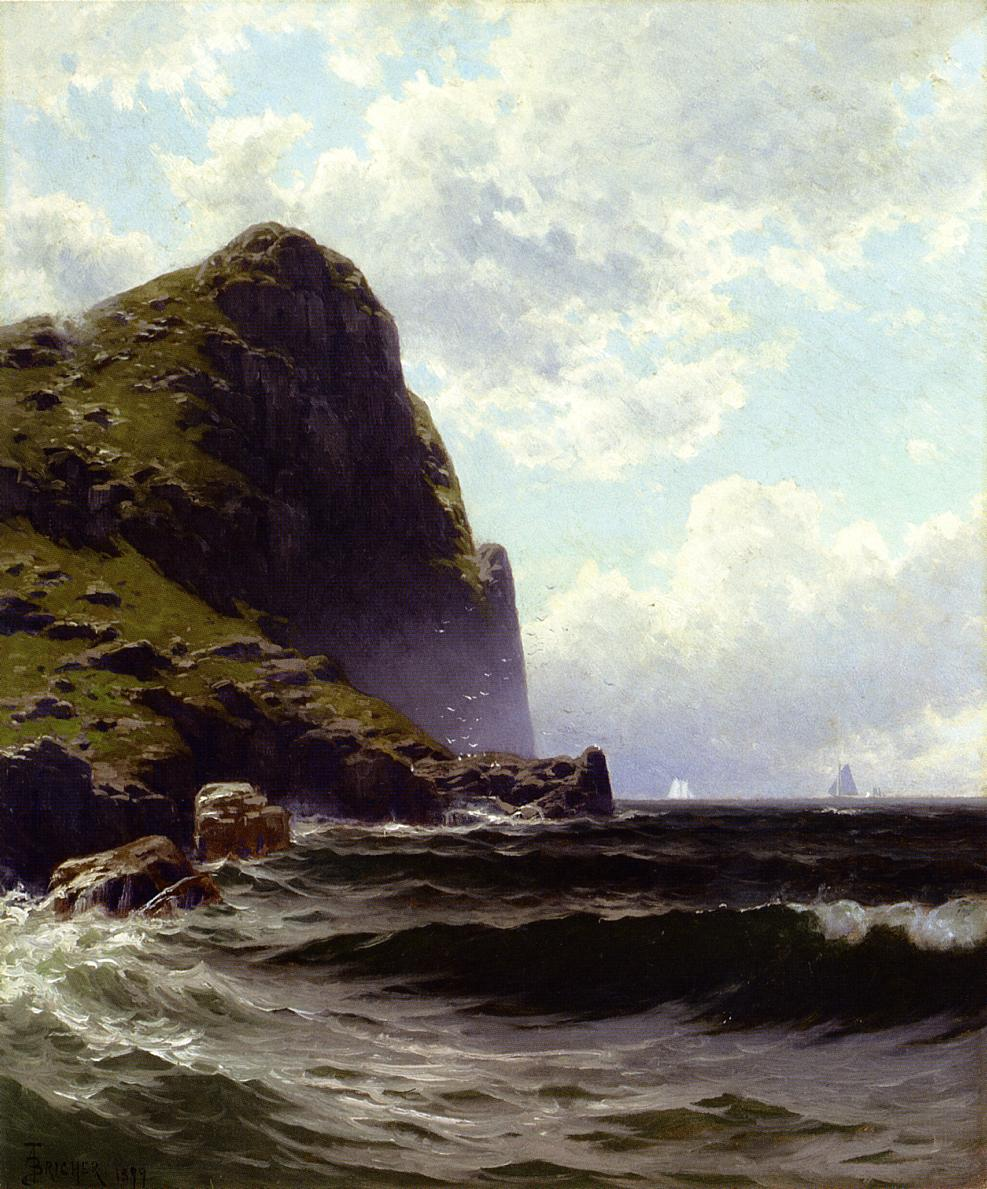
Brundith Head, Grand Manan (1899)
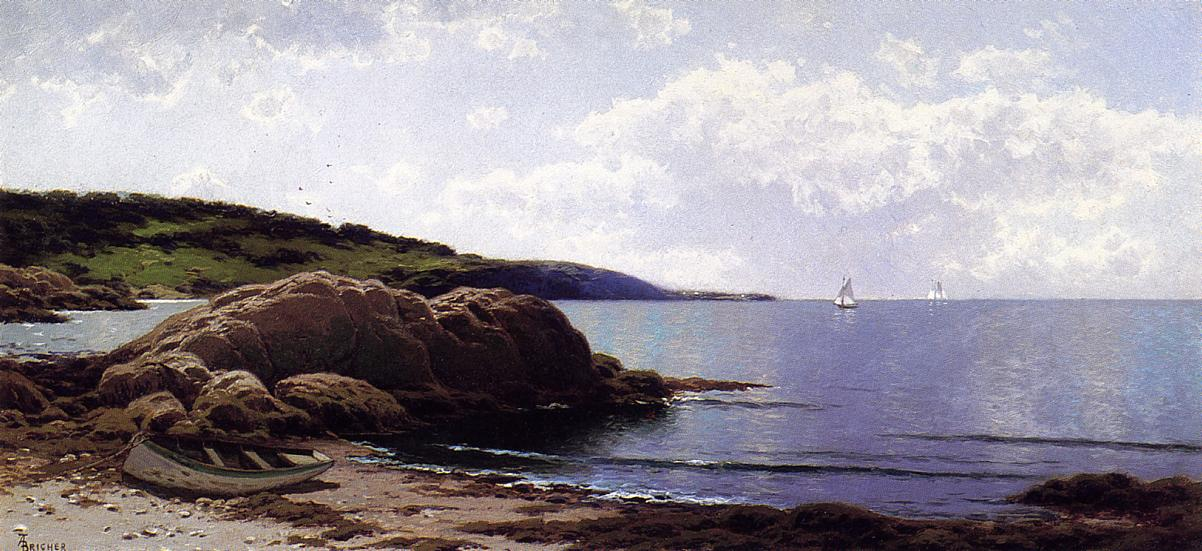
Baily's Island, Maine (v. 1907)